# Leptoglossus occidentalis
Punaise du pin
Espèce
Leptoglossus occidentalis, la Punaise américaine du pin, est une espèce d'insectes de la famille des Coreidae (sous-ordre des hétéroptères (punaises), ordre des hémiptères).

## Répartition
Il s'agit d'une espèce d'origine ouest-nord-américaine des Montagnes Rocheuses (Californie, Oregon et Nevada). Elle est également présente au Canada, dont le Québec. Elle est considérée comme invasive en Amérique du Sud, en Europe et en Asie.  
En Europe, la Punaise américaine du pin est signalée pour la première fois en 1999 dans le nord de l'Italie. Elle est d'abord visible au voisinage de ports où elle est probablement arrivée par l'intermédiaire des chargements de bois nord-américains. En 2003, sa présence a été constatée en Espagne, bien que cette population provienne probablement d'une introduction distincte. En 2005, elle est rencontrée en Corse. En 2007, elle s'établit dans le nord des Balkans et dans les Alpes (Autriche, Suisse, France) puis en Tchéquie et en Pologne. Les signalements de 2007 en Angleterre et en Belgique pourraient également représenter des introductions indépendantes. Par la suite, plusieurs afflux massifs par vols aériens de fortes populations sont signalés : fin 2008, sur la côte sud de l'Angleterre ; fin 2009, à Istanbul, en Turquie. Elle est aussi signalée pour la première fois en Ukraine en 2010, en Russie dans l'oblast de Rostov en 2011 et en Finlande en 2020.
L. occidentalis est signalée pour la première fois au Japon en 2008 et apparaît pour la première fois en Amérique du sud en 2017, avec plusieurs déterminations au Chili.

## Description
La Punaise américaine du pin présente au stade imago un corps à dominante brune mesurant de 15 à 20 mm (hors antennes et pattes). Ses antennes sont fines, mobiles, d'environ 12 mm, à quatre articles dont le premier, le scape, est renflé. Les Tibias des pattes postérieures forme un élargissement aplati de forme ovale, ce qui le distingue des autres espèces de Coreidae.
Comme les autres Hétéroptères, L. occidentalis est paurométabole, c'est-à-dire que ses stades de vies sont successivement  œuf, plusieurs stades de larve et imago. Les juvéniles sont morphologiquement similaires aux adultes et vivent dans les mêmes milieux.

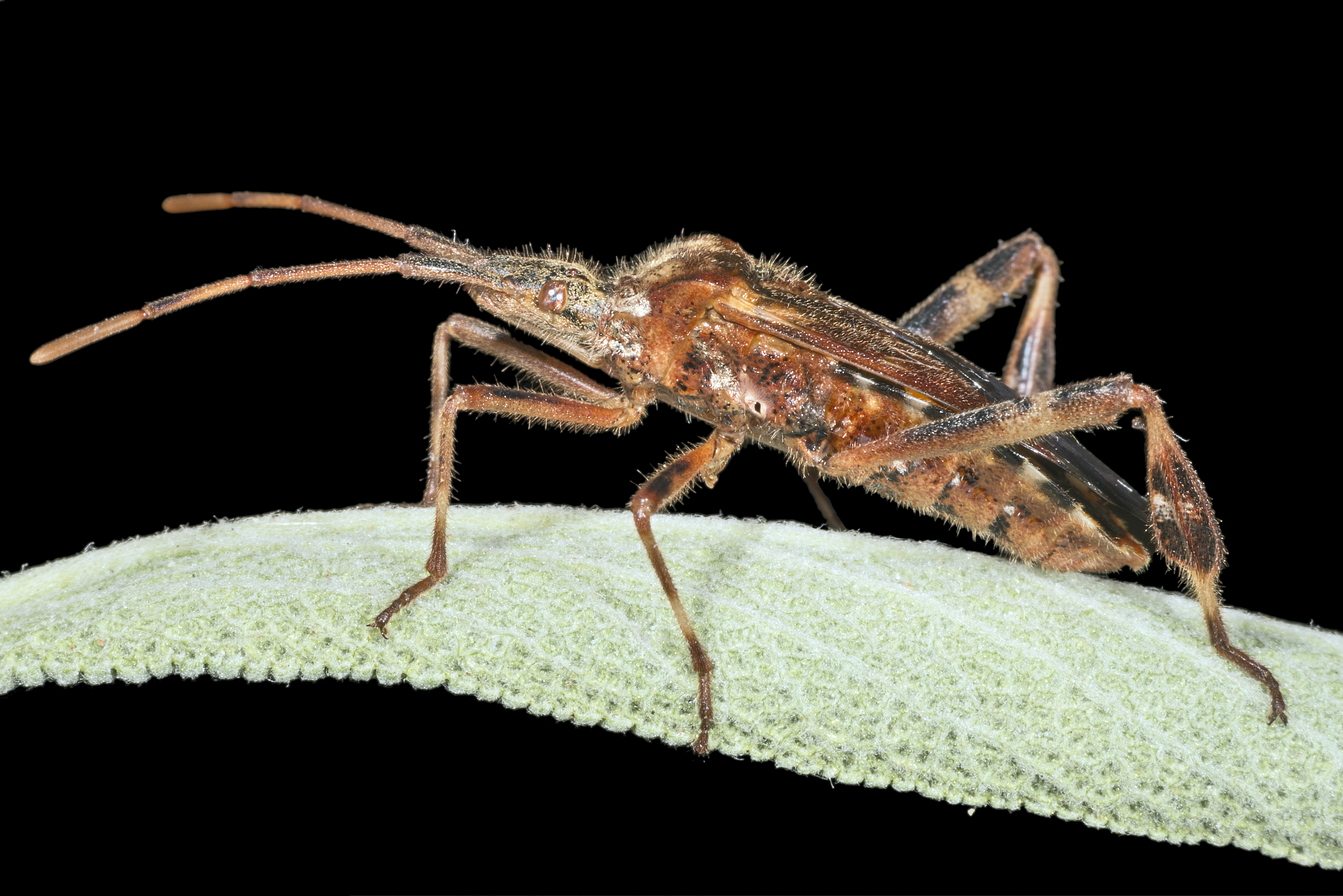
Profil.
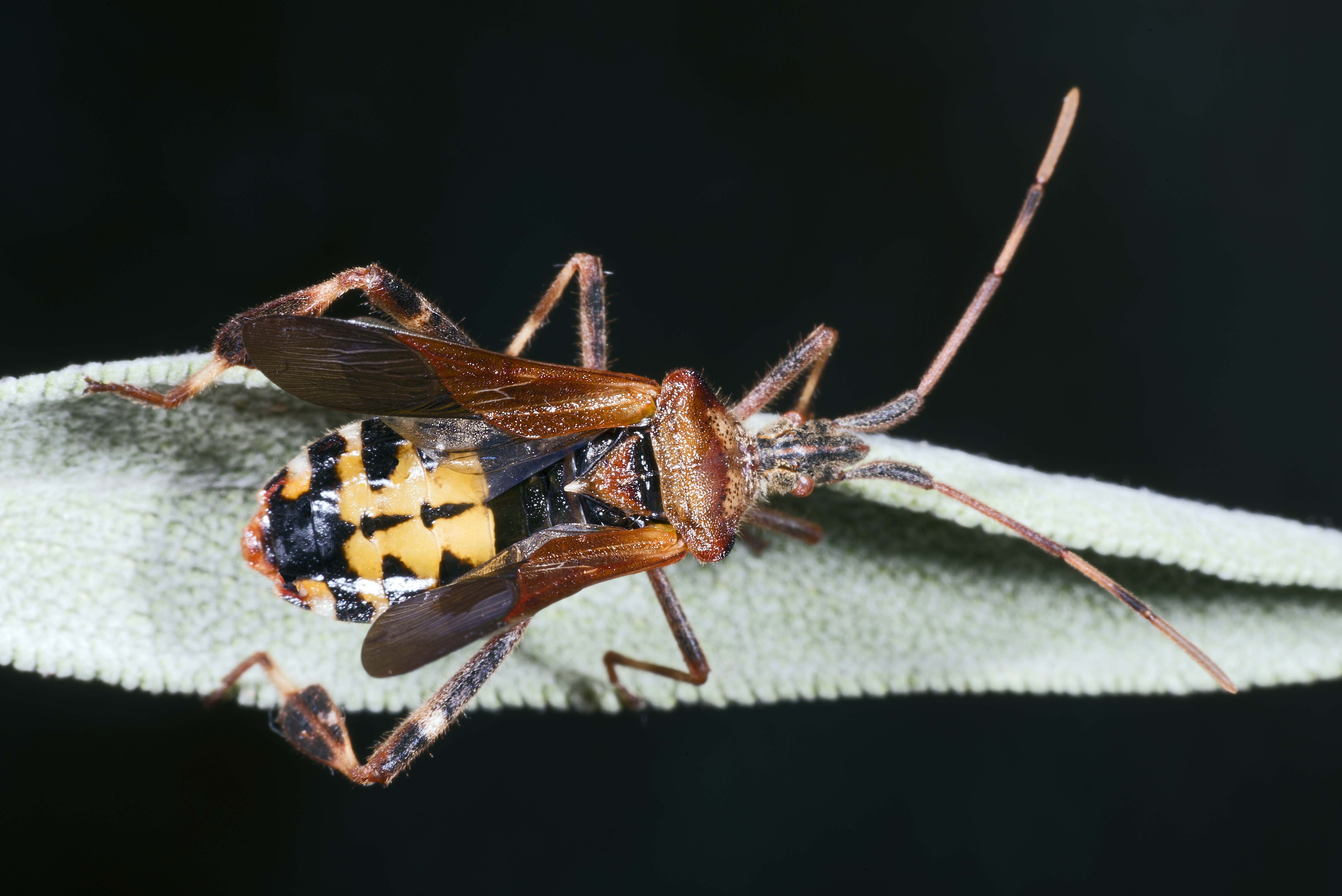
Abdomen.
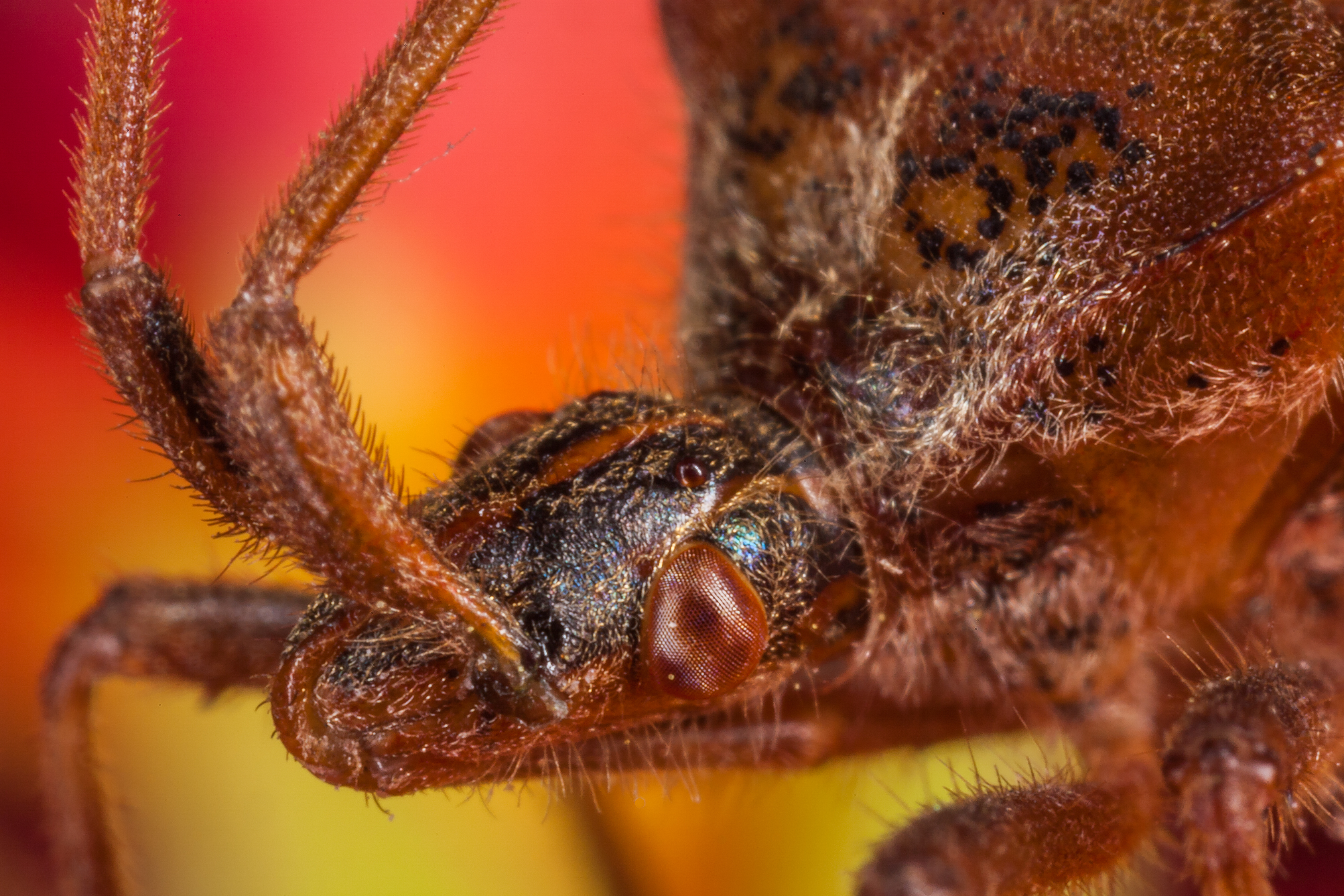
Tête.
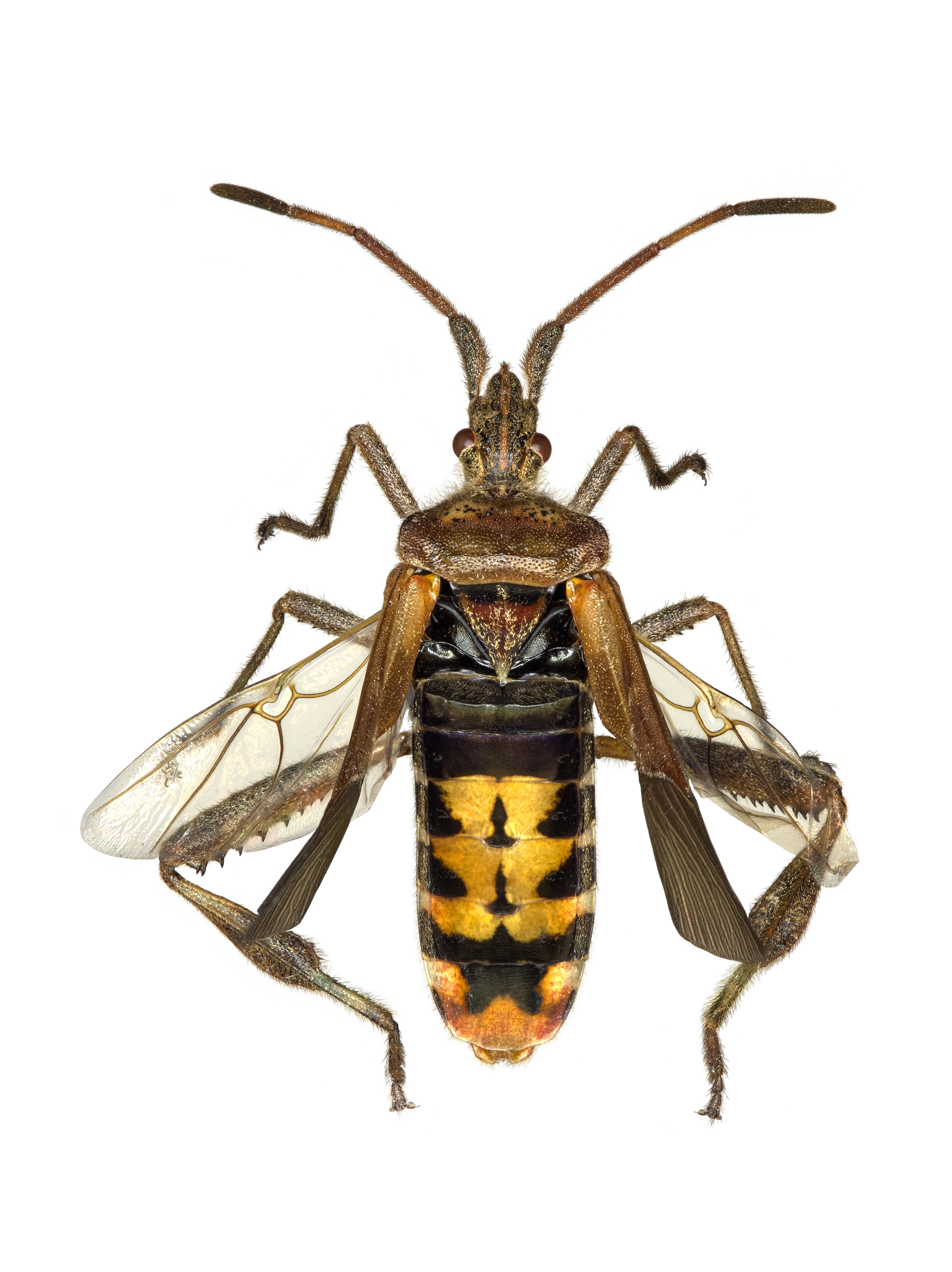
Vue dorsale.
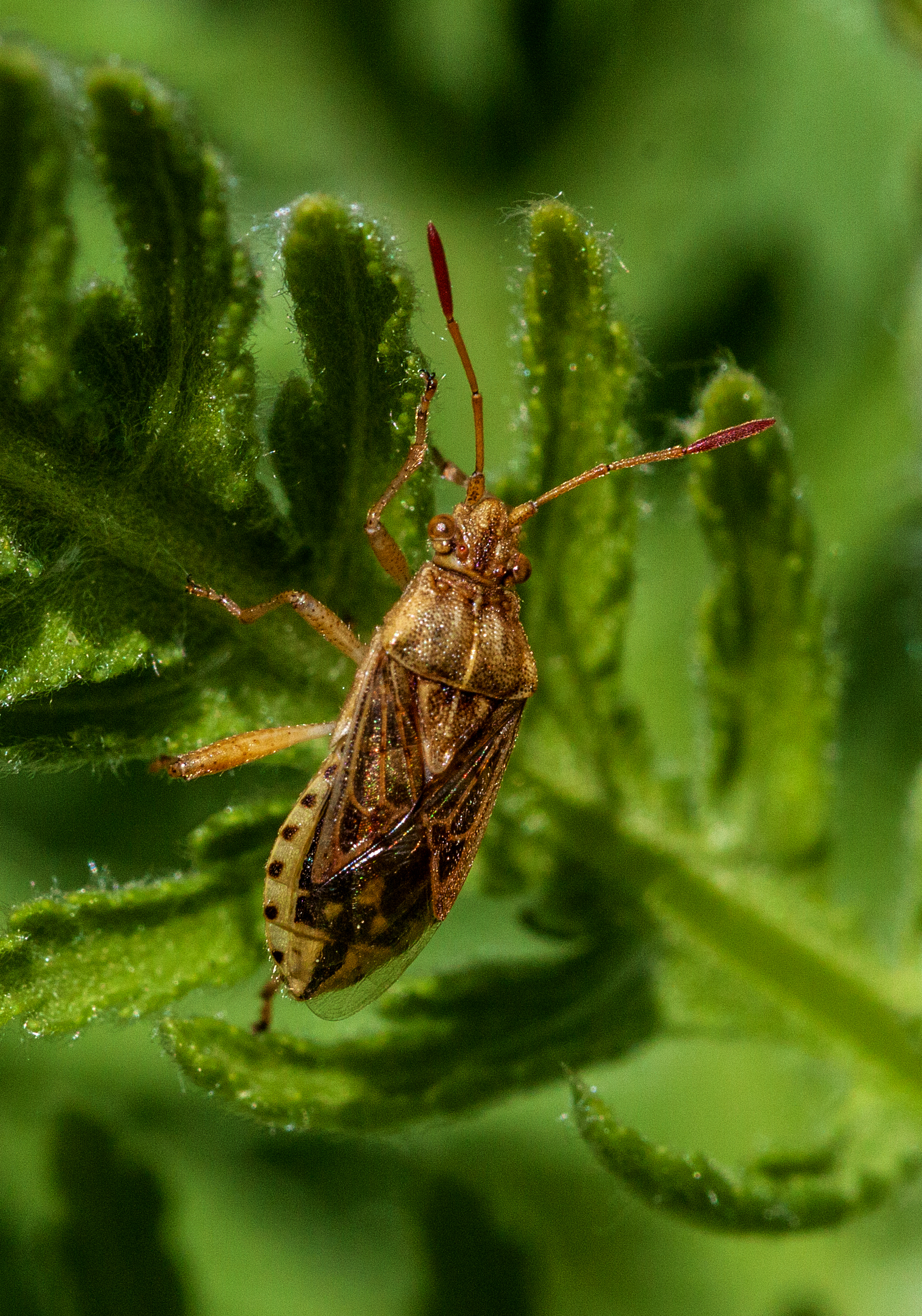
Larve de troisième stade.
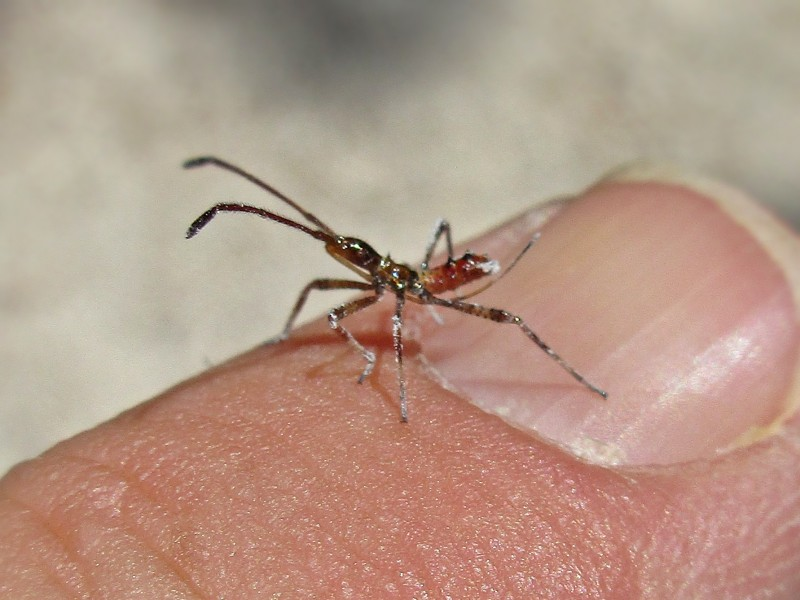
Larve de premier stade.
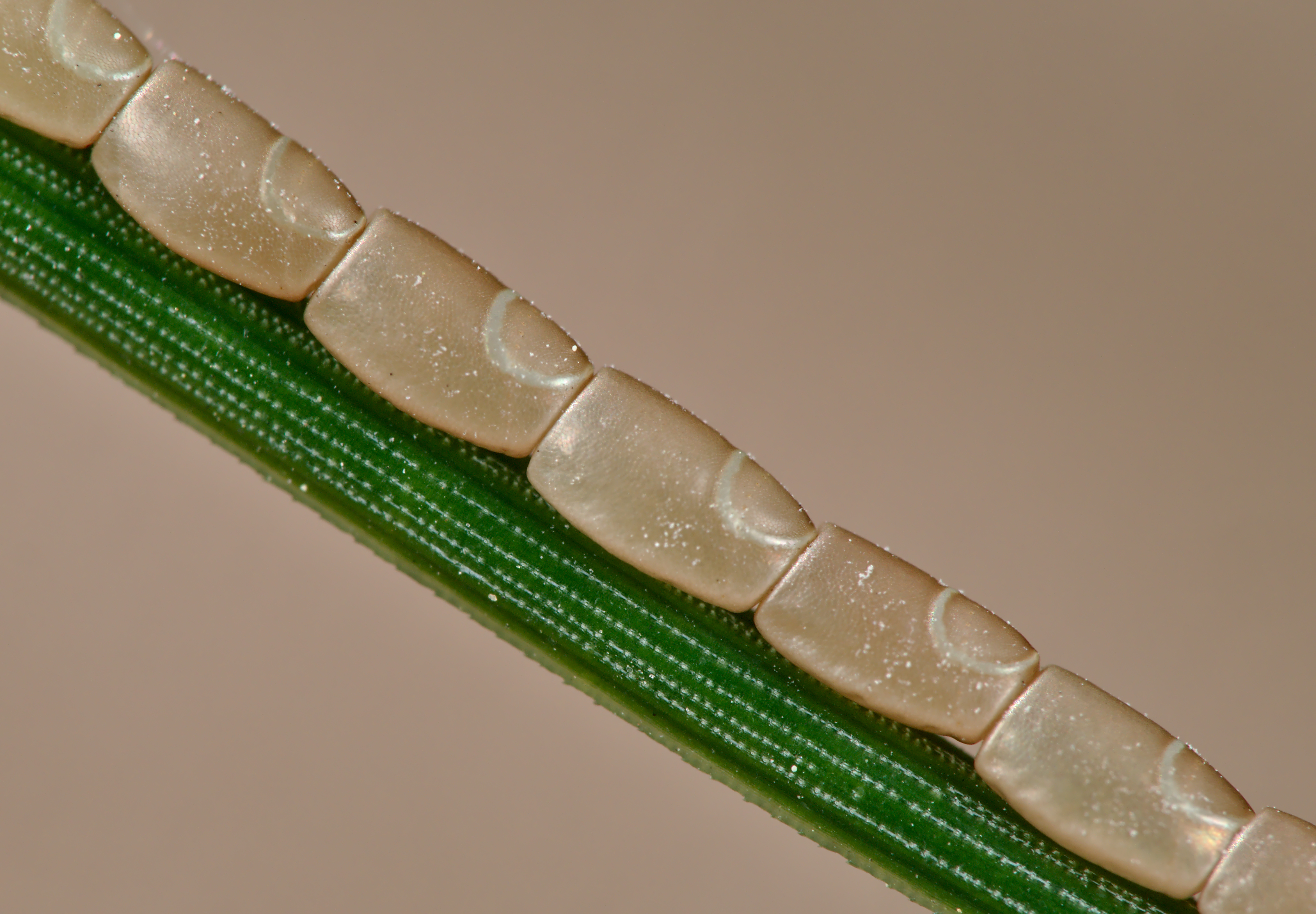
Œufs.

## Biologie

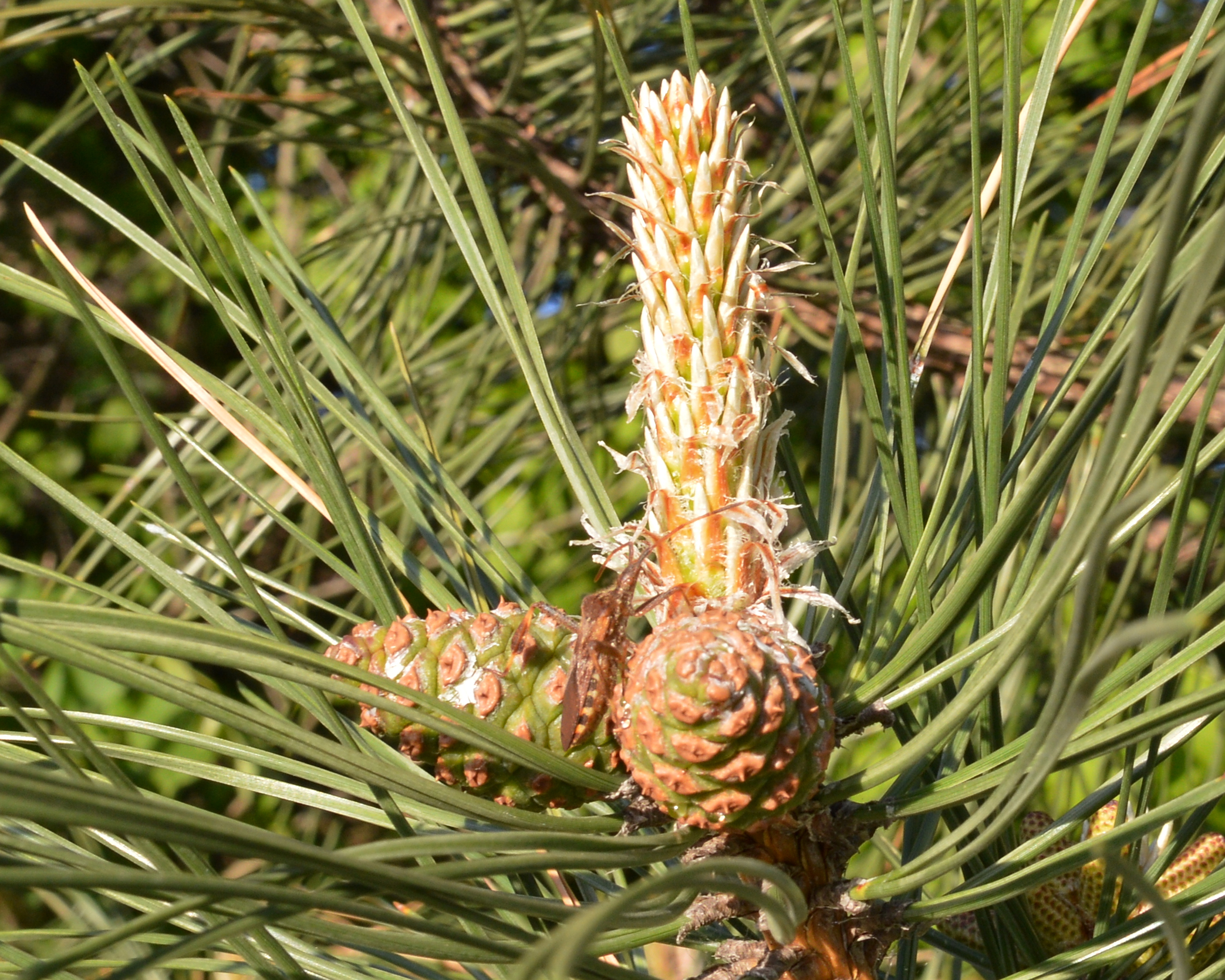
Leptoglossus occidentalis sur un pin rouge en Ontario (Canada).

Leptoglossus occidentalis est une espèce phytophage se nourrissant des cônes de conifères en cours de formation et également des graines contenues dans ces cônes. À défaut de cônes de pins, elle apprécie le suc de fruits blets. Son appareil buccal de type suceur-piqueur est caractérisé par un proboscis fin, long, atteignant les trois quarts de la longueur du corps, se déployant et pouvant se courber en son milieu.
En cas de danger, L. occidentalis peut produire une saignée réflexe qui prévient ses potentiels prédateurs de son incomestibilité. Pour les humains, l'odeur dégagée est agréable, rappelant quelque peu celle des aiguilles de pin ou de la pomme,,. Ces punaises sont inoffensives pour l'être humain.
Il possède des récepteurs à infrarouge sur les segments abdominaux 1 à 4 ce qui lui permet de percevoir la chaleur émise et réfléchie par les cônes. C'est l'un des premiers insectes chez qui ces récepteurs à infrarouge pour de la chaleur à origine végétale ont été mis en évidence.
Capable de voler rapidement, cette punaise recherche un abri dans les habitations humaines (dès fin septembre dans l'ouest de la France) pour résister à l'hiver.

## Systématique
L'espèce Leptoglossus occidentalis a été décrite en 1910 par l'entomologiste germano-américain Otto Heidemann (d) (1842-1916),. Sa localité type est Amérique du Nord, Sud-Ouest des États-Unis, Utah, Amarilla. Le lectotype est conservé à la Smithsonian Institution National Museum of Natural History.

### Étymologie
Son épithète spécifique, du latin occidentalis, « de l'Ouest », fait référence à sa répartition dans son aire nord-américaine d'origine.

### Synonymes
Leptoglossus occidentalis a pour synonymes :
- Narnia anaticula Brailovsky & Barrera, 2013
- Theognis occidentalis (Heidemann, 1910)

### Noms français
Ce taxon porte en français les noms vernaculaires, vulgarisés ou normalisés suivants : Leptoglosse américain, Punaise américaine, Punaise américaine des pins, Punaise américaine du pin, Punaise du pin, et Coride exogène.

### Publication originale
- (en) Otto Heidemann, « New Species of Leptoglossus from North America », Proceedings of the Entomological Society of Washington, Washington, Entomological Society of Washington (d), vol. 12,‎ 1910, p. 191-197 (ISSN 0013-8797 et 2378-6477, OCLC 630167895 et 1568029, lire en ligne).